# 雷蒙德·埃瑟林顿-史密斯
雷蒙德·埃瑟林顿-史密斯（英語：Raymond Etherington-Smith，1877年4月11日—1913年4月19日），英国男子赛艇运动员。他曾代表英国参加1908年夏季奥林匹克运动会赛艇比赛，获得男子八人单桨有舵手金牌。